# 서울 용암사 현왕도
용암사 현왕도(龍巖寺 現王圖)는 서울특별시 서대문구 봉원사로 에 있는 대한제국시대의 현왕도이다. 2017년 10월 12일 서울특별시의 유형문화재 제418호로 지정되었다.

## 개요
용암사 현왕도는 중앙에 현왕이 4마리의 용으로 장식된 의자에 앉아있고 좌우에 판관(判官) 2위, 사자(使者) 2위가 배치되어 있다. 상단에는 4폭으로 된 병풍을 두르고, 하단에는 녹사(錄事)와 동자(童子)가 표현되어 있다.
색체와 문양표현은 19세기 후반의 전형적인 경향을 보여주는데, 붉은색과 코발트 계열의 밝은 청색, 채도가 낮은 진한 녹색을 채용하였으며, 현왕의 의복 문양은 외곽에 화형(花形)을 두르고 안에 일출문(日出紋)을 시문하였는데, 이러한 문양은 일제강점기를 포함한 조선 후반기 3기(1801~1929)의 불화 문양으로 많이 사용되었다.
화기를 통해 광서4년(1878), 서울•경기지역에서 활동한 불화승 봉간(奉侃)에 의해 조성되었음이 확인되며, 보존상태가 양호하고 색채와 문양, 필선 등 19세기 전형적인 불화의 특징을 보이고 있으므로 서울특별시 유형문화재로 지정하여 보존함이 타당하다고 판단된다.

## 검토보고서
현왕도(現王圖)는 인간이 죽은 후 3일이 되는 날 죽은 자의 극락왕생을 기원하기 위해 설행하는 현왕재를 위해 조성된 불화로, 구성은 조선시대 시왕도(十王圖)와 비슷하다. 現王은 중국 당나라 말기 찬술의 『불설예수시왕생칠경(佛說預修十王生七經)』에서 내세에 성불할 것을 수기 받은 염라대왕(閻羅大王)의 미래불(未來佛)인 보현왕여래(普賢王如來)를 지칭한다. 조선 1574년 석왕사에서 판각한 불교의식집 『권공제반문(權供諸般文)』에 ‘성왕(聖王)’으로 처음 나타나며, 1691년 용흥사에서 판각한 『제반문』에서 ‘현왕’으로 등장한 이후‘성왕’과‘현왕’이 혼용되어 사용되다가 19세기 말-20세기 초 ‘현왕’으로 통일되었다.
용암사 현왕도의 화면구성은 중앙에 현왕이 용 4마리로 장식된 의자에 앉아 있고, 좌우에 현왕을 감싸듯이 판관(判官) 2위, 사자(使者) 2위가 배치되었다. 그리고 하단에는 판관과 사자상보다 작게 그린 녹사(錄事)와 동자(童子)가 표현되었으며 상단에는 4폭으로 된 병풍을 둘렀다. 중앙에 위치한 현왕은 붉은색 관복을 착용하고 그 위에 양쪽어깨를 감싸 걸치고 있는 녹색천의를 표현하였다. 머리에는 서책을 올린 원류관(遠遊冠)을 쓰고 왼손에는 금박을 입힌 홀을 잡고 있으며, 판관이 있는 방향인 화면 왼쪽으로 몸을 틀고 있다. 좌우 판관들은 현왕과 같은 붉은색 관복을 입고 있다. 향 좌측의 판관은 양손으로 기록한 명부를 바닥에 닿을 정도로 길게 늘어뜨려 잡고 있으며, 향 우측의 판관은 몸을 화면 중앙 쪽으로 완전하게 틀어 관복 안에 양손을 모아 보이지 않게 숨겨 앞으로 내밀고 있다. 사자들은 녹색 관복을 착용하고 있는데 향 좌측의 사자는 연한 분홍 빛깔의 탕건을 썼으며, 향 우측의 사자는 회갈색의 탕건을 쓰고 있다. 하단의 녹사는 녹색 관복을 입고 바닥에 무릎을 꿇은 채 오른손에 붓을 들고 명부에 기록하는 자세를 취하고 있으며, 향 좌측에 청색 옷을 입은 동자는 녹사의 시중을 들듯이 양손에 벼루를 들고 서 있다.
색채와 문양표현은 19세기 후반의 전형적인 경향을 보여준다. 붉은색과 코발트 계열의 밝은 청색, 그리고 채도가 낮은 진한 녹색을 채용하였다. 현왕의 의복 문양은 외곽에 화형(花形)을 두르고 안에 일출문(日出紋)을 시문하였는데, 이러한 문양은 일제강점기를 포함한 조선 후반기 3기(1801-1929)의 불화 문양으로 빈도수가 높이 나타난다. 특히 왕실발원 괘불화의 본존상에 많이 채용되었다.
화면 하단 중앙부에 세로 6.3cm 가로 22.8cm 크기의 화기란이 마련되고 화기가 묵서되어 있다. 화기를 통해 광서 4년인 1878년 한파당의 증명 아래 금어 봉간(奉侃)이 단독으로 조성하여 삼각산 용암사에 봉안하였음을 알 수 있으며, 극락왕생(왕생정계)하기를 발원하고 있다.
한국불교태고종의 총 본산인 봉원사 안에 위치한 용암사에 보관되어있는 현왕도는 서울·경기지역을 무대로 활발하게 활동한 불화승 봉간(奉侃)이 1878년에 조성한 불화로 화기에 조성연대와 봉안장소가 명확히 기록되어 있으며, 보존상태도 양호하여 훼손이 거의 없고 무난한 색채와 문양, 필선 등이 19세기 전형적인 불화 특징을 보인다.
따라서 서울특별시 유형문화재로 지정하여 보존함이 타당하다고 판단된다.
〔畵記〕

光緖四年戊寅二月日落□成于三角山龍巖寺留□本庵

證明 漢波信□

誦呪 比丘天熙

持殿 比丘宥學

金魚 比丘奉侃

鐘頭 比丘聰眼

供司 比丘聚祚

別座 比丘尼圓翊

都監 比丘完眞

化主 比丘尼灒熙

別供 比丘尼奉義

同參施主

乾命 辛丑生姜氏

信女 甲戌生金氏白蓮

坤命 癸未生林氏

坤命 癸未生吳氏

往生淨界之大願